# Alts de França
Els Alts de França(Hauts-de-France en francès), és una regió francesa ubicada al nord del país. Va ser creada per la reforma territorial de 2014 amb la fusió de les antigues regions de Nord - Pas de Calais i Picardia, i va entrar en vigor l'1 de gener de 2016. La seva capital i ciutat més poblada és Lilla.
La regió té una superfície de 31.813 km² i una població de 6.009.976 habitants (2015).

## Toponímia
El text de la llei dona noms provisionals per a la majoria de les regions fusionades, la combinació dels noms de les seves regions constituents separats per guions. Els noms permanents seran proposats pels nous consells regionals i confirmats pel Consell d'Estat abans de l'1 de juliol de 2016.
El nom provisional de la nova regió administrativa és un topònim amb guions, compost per les antigues regions de Nord-Pas-de-Calais i Picardia.

## Geografia
La regió limita amb Bèlgica al nord-est i amb el canal de la Mànega al nord-oest, així com amb les regions franceses de Gran Est al sud-est, l'Illa de França al sud i Normandia al sud-oest.

## Principals poblacions
- Lilla (227.560)
- Amiens (133.448)
- Roubaix (94.713)
- Tourcoing (91.923)
- Dunkerque (90.995)
- Calais (72,589)
- Villeneuve-d'Ascq (62.308)
- Saint-Quentin (55.978)
- Beauvais (54.289)
- Valenciennes (42.989)